# 조테로
조테로(Zotero)는 서지 데이터와 관련 연구 자료(예: PDF 파일)를 관리하기 위한 자유-오픈 소스 서지 관리 소프트웨어이다. 저명한 기능으로는 웹 브라우저 연동, 온라인 동기화, 텍스트 내 인용문, 각주, 서지 생성, 통합 PDF 리더와 노트 편집기, 워드 프로세서 마이크로소프트 워드, 리브레오피스 라이터, 구글 문서도구와의 연동이 포함된다. 비영리 단체인 Corporation for Digital Scholarship의 한 프로젝트로서 개발되었다. 처음에는 조지 메이슨 대학교의 Center for History and New Media에서 개발되었다.

## 같이 보기
- 멘델레이